# Coronación de Guillermo IV del Reino Unido y Adelaida de Sajonia-Meiningen
La coronación del rey Guillermo IV y la reina Adelaida del Reino Unido tuvo lugar el jueves 8 de septiembre de 1831, más de catorce meses después de su llegada al trono del Reino Unido a los 64 años, la persona de mayor edad en asumir la monarquía hasta el rey Carlos III en el 2022. La ceremonia se celebró en la Abadía de Westminster después de una procesión pública por las calles del Palacio de St. James, a la que los Reyes regresaron más tarde como parte de una segunda procesión.

## Antecedentes
El rey Guillermo IV sucedió a su hermano el rey Jorge IV del Reino Unido el 26 de junio de 1830. Su primer ministro fue Arthur Wellesley, primer duque de Wellington, que había encabezado una caótica administración tory desde enero de 1828. Hasta 1867, la desaparición de la corona desencadenó automáticamente la disolución de.  Por lo tanto, fue necesaria la celebración de elecciones generales entre el 29 de julio y el 1 de septiembre de 1830. Aunque la muerte del rey Jorge IV fue el motivo oficial de las elecciones, su importancia en la historia constitucional británica fue que la reforma electoral fue el tema principal del día, especialmente con los disturbios del swing en curso. Los conservadores de Wellington ganaron una pluralidad, pero las continuas divisiones sobre el tema de la reforma dieron como resultado la pérdida de un voto de confianza el 15 de noviembre de 1830. Wellington tuvo que renunciar y, el 22 de noviembre, el conde Grey formó la administración Whig que finalmente aprobó la Representación del Pueblo, la ley de 1832 (la "Gran Ley de Reforma") el 7 de junio de 1832. La coronación de Guillermo se vio ensombrecida por la turbulencia política de la época, mientras se debatía el Proyecto de Reforma.

## La Nación de la Media Corona
La coronación de Guillermo, tras la de Jorge IV, su hermano y predecesor, el 19 de julio de 1821, fue la segunda de tres en el siglo XIX. La siguiente coronación fue la de su sobrina y sucesora, la reina Victoria, el jueves 28 de junio de 1838.
Según el historiador Roy Strong, Guillermo IV tenía "una aversión innata por el ceremonial" y quería prescindir por completo de la coronación. Admitió que había una necesidad constitucional, pero insistió en que no debe haber ninguna ceremonia o procesión asociada con Westminster Hall y esto indignó a los conservadores, quienes llamaron al evento la "nación de la media corona". Como dice Strong, la insistencia de Guillermo "señaló el final de toda una letanía de actos simbólicos que se remontan a la Edad Media y dando con ello un ligero toque de modernidad y un poco austero, incluido el banquete de coronación, el ritual del campeón del rey arrojando el guante y un sinfín de pequeñas acciones relacionadas con la tenencia de la tierra".
Guillermo y Adelaida de Sajonia-Meiningen viajaron hacia y desde la Abadía en el Gold State Coach, o Coronation Coach, hecho para Jorge III en 1762 y utilizado en todas las coronaciones desde 1831. Esto inició la provisión de espectáculos públicos para las masas. El rey vestía su uniforme de almirante y la reina lucía un vestido blanco y dorado.
En términos de costos, Guillermo IV y el gobierno se negaron a repetir el extremo de la lujosa coronación de Jorge IV en 1821, que costó 240 000 libras esterlinas (equivalente a 21 766 596 libras esterlinas en 2021), pero se fueron al extremo opuesto y gastaron solo 30 000 libras esterlinas en un evento de "precio reducido" (equivalente a £ 2,898,102 en 2021). Siete años después, la coronación de la reina Victoria se presupuestó en 70.000 libras esterlinas para lograr un compromiso entre los dos extremos.

## Procesión y acompañamiento de multitudes

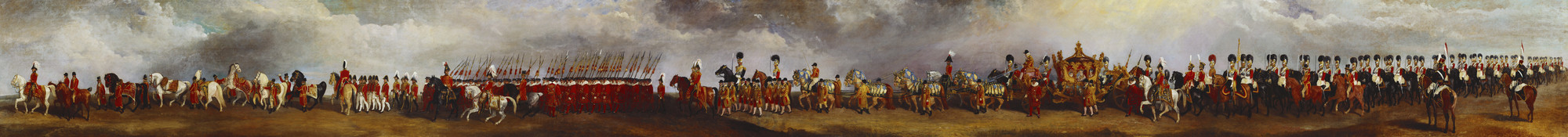
Parte de la procesión de la coronación de Guillermo IV por Richard Barrett Davis

La coronación de Guillermo IV estableció gran parte de lo que sigue siendo hoy la pompa del evento, que anteriormente había involucrado ceremonias exclusivas de nobleza en Westminster Hall (ahora adjunto a las Casas del Parlamento) antes de una procesión a pie por el camino a la Abadía. Luego en el Carro de la Coronación con escolta de caballería. El nuevo monarca viajó en procesión en carroza hacia y desde la abadía, iniciando una tradición que se ha seguido en todas las coronaciones posteriores. El presupuesto destacaba la procesión y no hubo banquete de coronación. A diferencia de la coronación de la reina Victoria en 1838, no se prestó atención real al asunto del entretenimiento público y la gente tuvo que conformarse con las dos procesiones entre St. James y la Abadía. A las 5 a. m., se disparó una salva de cañonazos en Hyde Park y a las 9 a. m., la familia real abandonó el palacio seguida una hora más tarde por el Rey y la Reina en el Gold State Coach, la primera vez que se usaba en una coronación. Los carruajes, escoltados por salvavidas, pasaron por Pall Mall hasta Charing Cross y luego por Whitehall hasta la abadía. A lo largo de la ruta, que estaba bordeada por guardias de pie, se habían construido gradas temporales para espectadores, las de Charing Cross podían albergar hasta tres mil. La procesión de regreso salió de la abadía a las 3:30 pm con buen tiempo. Esa noche, la "Nueva Avenida", ahora conocida como The Mall, fue iluminada y abierta al público por primera vez.

### Servicio y Música
A pesar de la omisión de gran parte del ceremonial, el servicio se ha mantenido prácticamente sin cambios desde la coronación anterior, que a su vez se basó en la revisión realizada a los textos tradicionales en 1761. El Arzobispo de Canterbury, William Howley, hizo algunas modificaciones. quien presidió el servicio, incluida la adición de nuevas oraciones destinadas a reflejar los cambios constitucionales provocados por el Proyecto de Reforma. De acuerdo con la aversión de Guillermo por el ritual, se omitieron el ceñido tradicional de la espada y el uso de armills. El propio Guillermo vestía una túnica sobre su uniforme de almirante, en lugar de las tradicionales vestimentas de coronación.
Aunque la liturgia se mantuvo prácticamente sin cambios con respecto a la coronación anterior, la música era más simple, con la Letanía y el Credo de Nicea recitados en lugar de cantados, y algunos elementos establecidos se omitieron por completo. Se cree que Thomas Attwood y William Knyvett fueron los responsables de la música, aunque no hay confirmación contemporánea, pero se registra que el director era Sir George Thomas Smart, quien era el organista de la Capilla Real.
El himno de apertura fue la versión de Attwood de I was glad, que había sido compuesta para la coronación de 1821. Zadok the Priest y Hallelujah Chorus de Handel se incluyeron nuevamente, y parece probable que el rey se regocijará con las canciones de Knyvett y Te Deum in A de William Boyce se reutilizaron, aunque los registros están incompletos. El himno final de Attwood fue un nuevo y elaborado escenario de O Lord, grant the King a long life, que incorporó parte de la melodía de Rule, Britannia!, probablemente una referencia a la carrera naval de Guillermo.

## Dignatarios presentes en la coronación
- El duque y la duquesa de Cumberland y Teviotdale, hermano y cuñada del rey.[11]
- El duque de Sussex, hermano del rey[11]
- Sir Augustus d'Este, sobrino del rey[11]
- La duquesa de Cambridge, cuñada del rey[11]
- La duquesa y el duque de Gloucester y Edimburgo, hermana y cuñado del rey.[11]
- El conde de Munster, el hijo ilegítimo del rey[11]
- Lord Frederick FitzClarence, el hijo ilegítimo del rey[11]
- Lord Adolphus FitzClarence, el hijo ilegítimo del rey[11]
- La condesa y conde de Erroll, hija ilegítima y yerno del rey.[11]